# United Linux
United Linux，也被拼為UnitedLinux, LLC（有时用特指），於2002年3月30日提出的自由軟體計劃。針對企業用戶，它希望建立一個統一的Linux發行版，以對抗Red Hat。參與這個計劃的成員有SUSE、TurboLinux、Conectiva（之後它被MandrakeSoft收購，成為Mandriva的前身）、以及Caldera系統（稍後它改名為SCO Group）。這個計劃並沒有達成它的目標，在2004年1月22日宣告終止。

## 歷史
在1999年11月的COMDEX中，建立一個統一Linux發行版，這個概念開始被提出。2002年3月29日，UnitedLinux這個組織被建立，2002年3月30日正式對外宣告。

## 結束
2000年建立的開源碼發展實驗室，在United Linux結束之後，取代了它大部份的工作。